# Nianfors
Nianfors är kyrkbyn i Nianfors socken i Hudiksvalls kommun i Hälsingland, Gävleborgs län. 

## Historia
Nianfors anlades som stångjärnbruk med början år 1794 av ägaren till Iggesunds bruk; handelshuset Grill. Bakgrunden var att det på grund av bristen på kol var svårt att bygga ut verksamheten vid Iggesunds bruk. I början av år 1797 var det nyanlagda järnbruket i det närmaste färdigt att tas i drift, och bestod då av en smedja med en stångjärnshammare av vallontyp med två härdar (privilegierat till 1000 skeppspund smide) samt en kvarn och en såg. Vattnet från Nianån utnyttjades. 1802 ändrades driften till tysksmide, samtidigt som driften utökades med en hammare och en härd. Det var dock ont om kol även här, samarbetet med traktens bönder gick dåligt i fråga om kolning och annan handräckning till bruket. Vägen till Iggesund, där hyttan fanns, var dessutom lång och krånglig, vilket gjorde transporterna av tackjärn och stångjärn dyra. Därför flyttades en hammare och en härd från Nianfors till Iggesund 1807. Ägare vid denna tidpunkt var brukspatronen och kommerserådet Jürgen Kristoffer Müller, som efter Johan Abraham Grills död 1799 köpt bruken följande år. Ägarna till Nianfors bruk kom över huvud taget alltid vara detsamma som till Iggesund. Under den senare ägarfamiljen Tamms styre bildades AB Iggesunds Bruk 1876 för gemensam förvaltning av de olika bruken. 
Nianfors bruk drevs utan större avbrott som stångjärnsbruk till år 1871, då 8563 centner blev årsresultatet. Därefter verkar smidet ha nedlagts, även om det finns motsägelsefulla notiser om årsresultaten för åren 1877 och 1883. Kvarnen och sågen fortsatte dock att vara i bruk efter att stångjärnstillverkningen hade upphört
Kvar efter bruket finns idag främst brukskapellet (Nianfors kyrka) byggt 1797-98 bekostad av dåvarande brukspatronen Johan Abraham Grill.
Nianfors bruksherrgård, som är exteriört förändrad, fungerade en lång period fram till 2015 som behandlingshem för kvinnor. Fr.o.m. 2016 har den gjorts om till flyktingförläggning. 